# Pnina Moed Kass
Pnina Moed Kass (* 1938 in Belgien) ist eine belgisch-amerikanisch-israelische Schriftstellerin.
Pnina Kass wuchs in New York auf. Nach dem Studium der Politikwissenschaft und Kunstgeschichte in den USA arbeitete sie in der Werbe- und Musikbranche. Sie schrieb für verschiedene Magazine und unterrichtete Englisch an einer High School in den USA und später in Israel. Ihr literarisches Werk umfasst Kurzgeschichten, die in zahlreichen Zeitungen und Anthologien publiziert wurden, Drehbücher, Liedtexte, Bilderbuchgeschichten und den großes Aufsehen erregenden Roman „Real Time“ (2004; dt. „Echtzeit“, 2005).
Die Autorin hat drei Söhne und drei Enkelkinder. Sie lebt in der Nähe von Tel Aviv.

## Werke
- 1983: Stefan und sein Dreirad (mit Lorna Tomai)
- 1990: Berele Berele ma ba sal
- 1999: Berele Berele bo la gan
- 2004: Real Time (dt. „Echtzeit“, 2005, übersetzt von Uwe-Michael Gutzschhahn)

## Auszeichnungen
- 2006: Kröte des Monats für den Monat Januar
- 2005: National Jewish Book Award
- 2004: Sydney Taylor Book Award